# Cristopher Barrera
Cristopher Jesús Barrera Vergara (* 18. April 1998 in Santiago) ist ein chilenischer Fußballspieler auf der Position eines rechten Außenverteidigers.

## Karriere
Cristopher Barrera begann seine Profikarriere bei Deportes Melipilla, bei dem er bereits in der Jugend gespielt hatte. Mit Melipilla stieg er 2018 in die Primera División auf. In der Saison 2021 rettete sich Melipilla zwar sportlich, musste aber wegen finanzieller Unregelmäßigkeiten zwangsabsteigen. Barrera wechselte zur Saison 2022 zu Coquimbo Unido und wurde 2023 an Curicó Unido verliehen. Nach einem halben Jahr kehrte er zu Coquimbo zurück. Zur Saison 2025 wechselte er zum CD Cobresal.